# Masacrul de la Baga din 2015
Masacrul de la Baga din 2015 este denumirea generică atribuită unei succesiuni de crime în masă comise de membrii grupării Boko Haram în orașul nigerian Baga și împrejurimi, în perioada 3 - 7 ianuarie 2015.
Acesta este o consecință a dorinței grupării teroriste de a-și extinde controlul în întreaga regiune a statului Borno.
Conform autorităților locale, cifra victimelor se ridică la peste 2.000 de persoane.

## Contextul
Între 19 și 22 aprilie 2013, orașul Baga este teatrul unor lupte intense între trupele nigeriene și cele ale grupării Boko Haram.
Conform Human Rights Watch, sunt distruse 2.275 clădiri.
Deși sursele nigeriene nu recunosc decât moartea a 37 de persoane, Comitetul Internațional al Crucii Roșii indică 187 de morți, iar un senator nigerian susține cifra de 228 de victime.